# 高雄市區鐵路地下化計畫

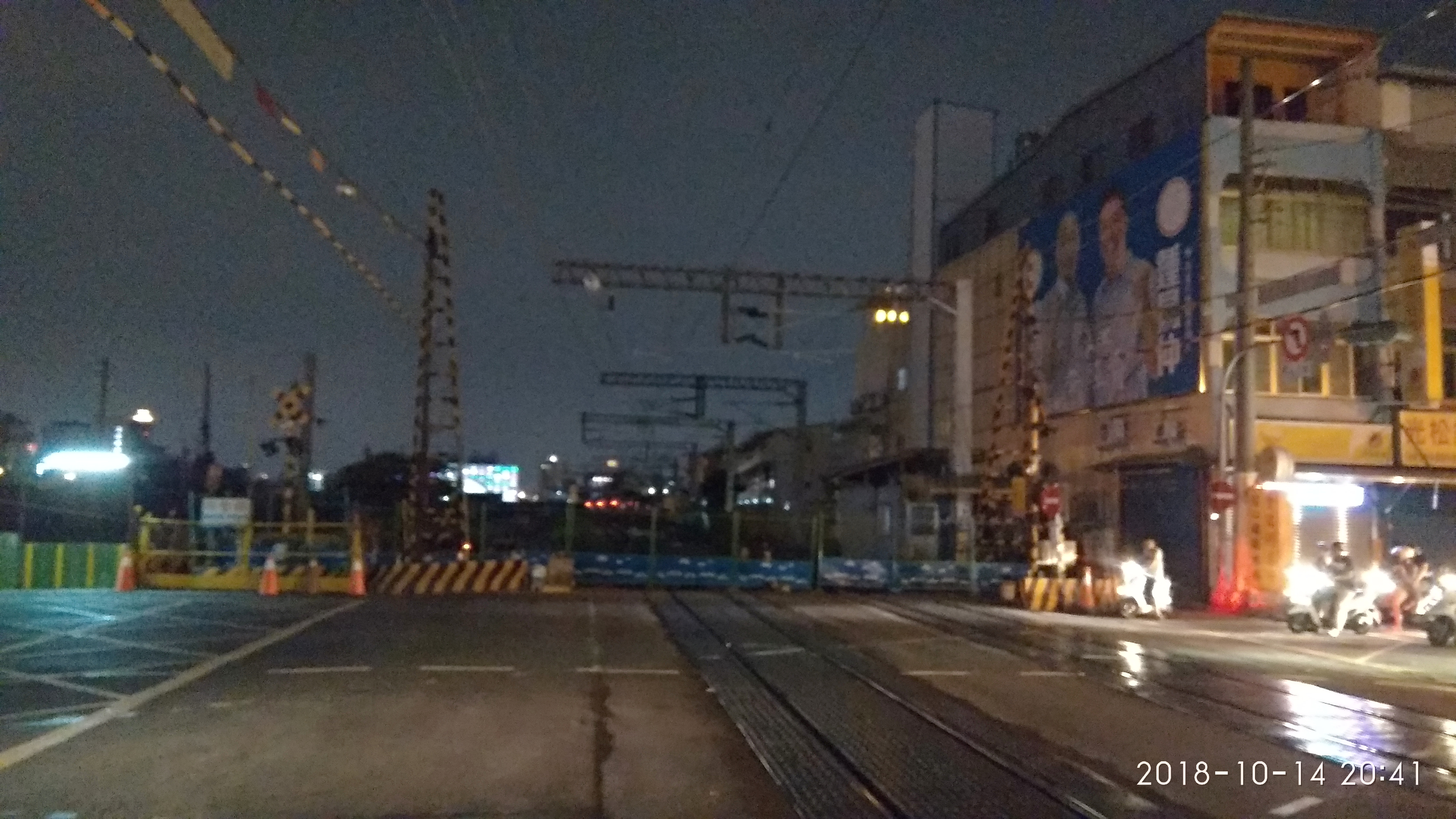
地下化啟用後的鳳松路平交道（往高雄左營方向，拍攝於2018/10/14晚間）

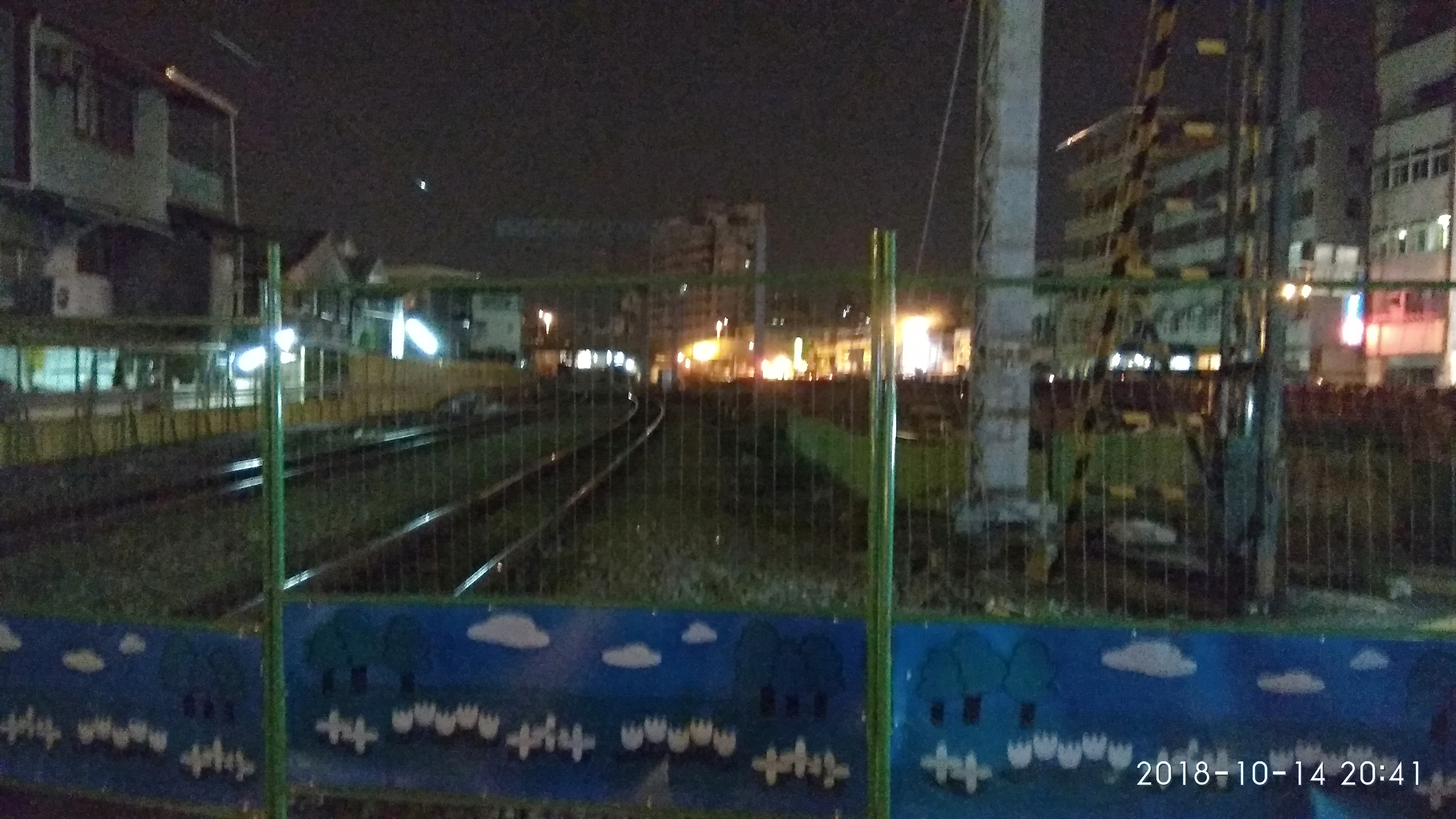
地下化啟用後的鳳松路平交道（往屏東潮州方向，拍攝於2018/10/14晚間）

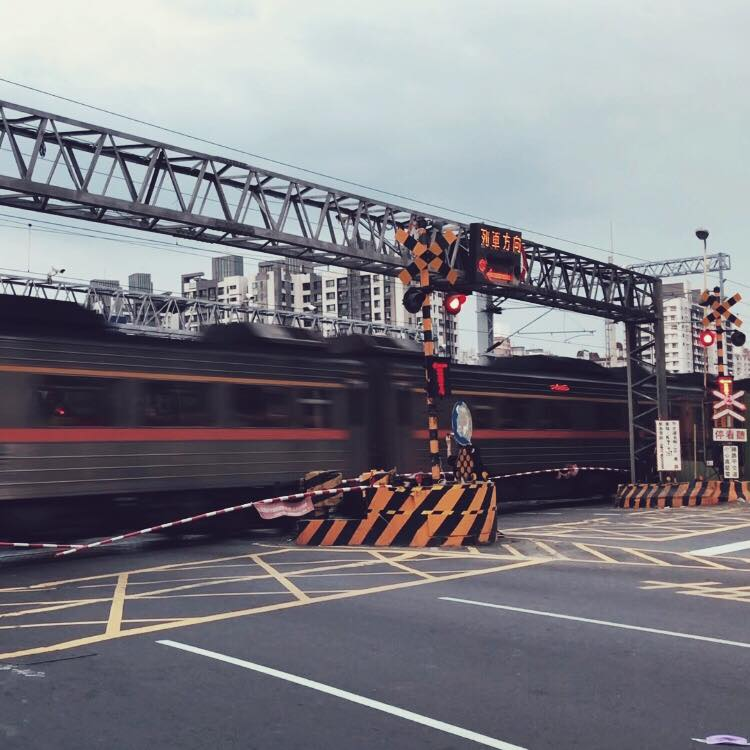
正義路平交道 (拍攝於2018/10/13 傍晚)

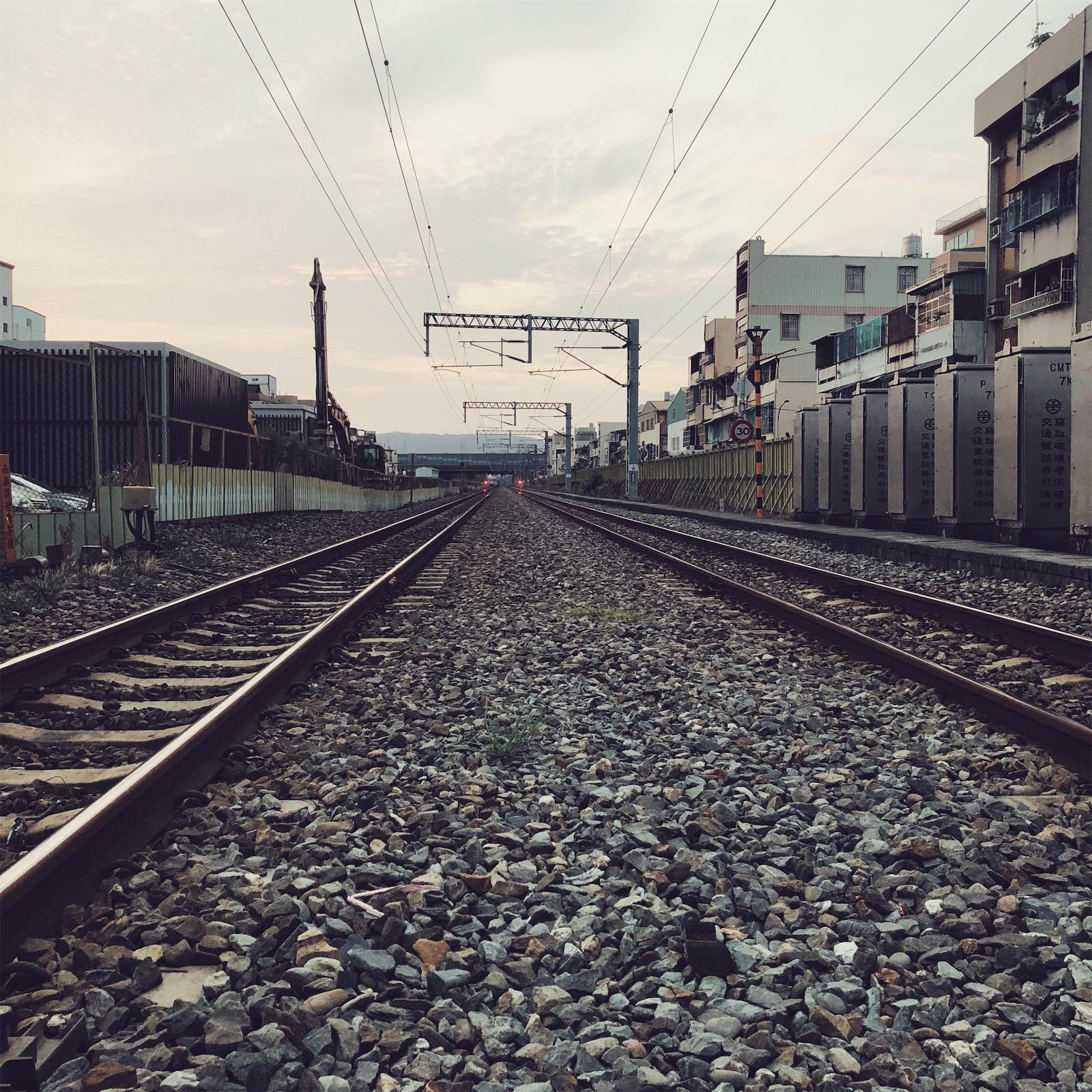
鐵路地下化通車前夕從正義平交道向西邊望去 圖片盡頭為壽山

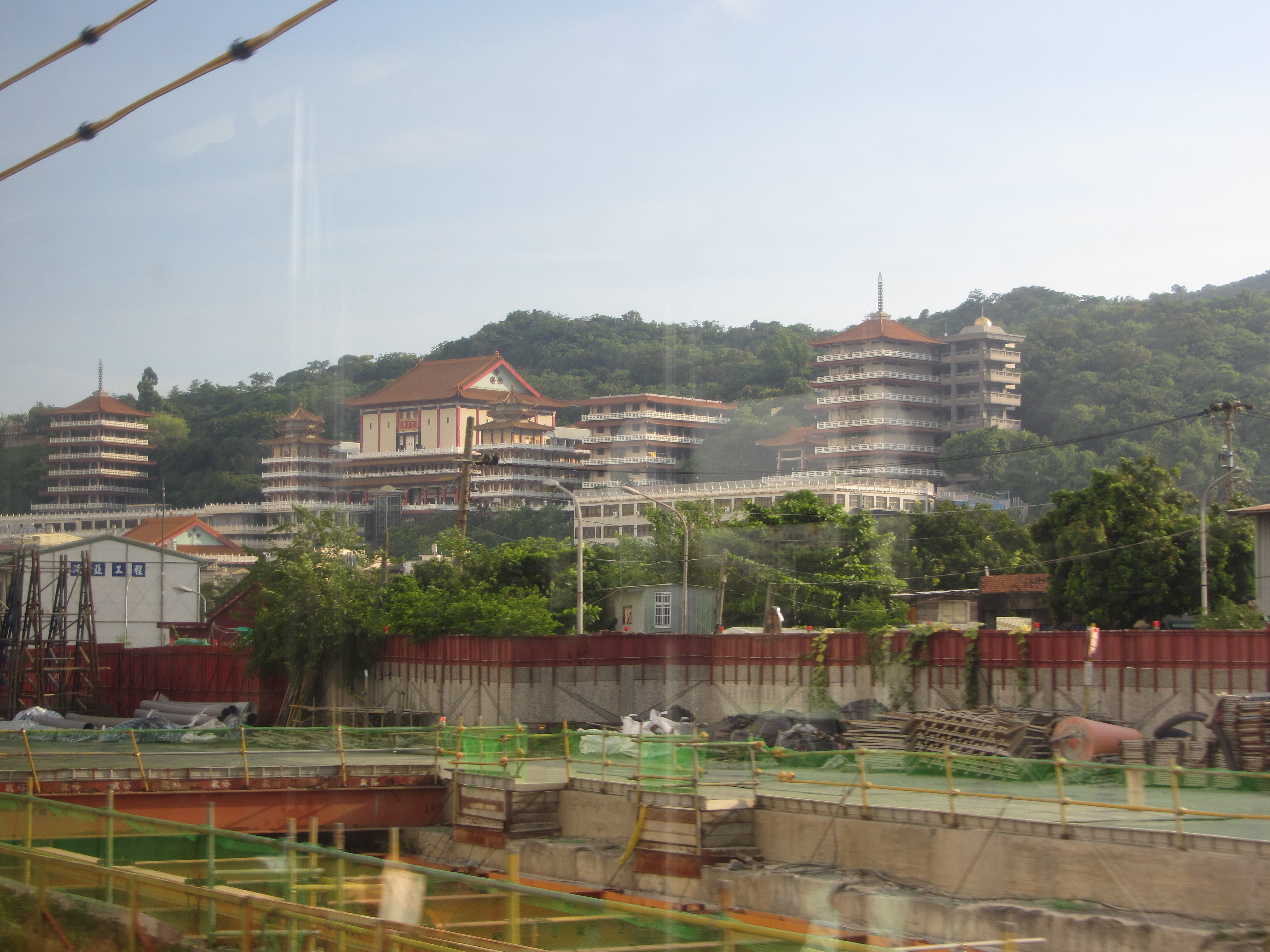
鼓山段鐵路地下化工程

高雄市區鐵路地下化計畫（簡稱高雄鐵路地下化）為臺灣鐵路股份有限公司臺鐵捷運化暨臺鐵立體化改建計畫，也是中華民國政府繼臺北鐵路地下化之後所興建的第二座地下鐵路，實際上共分為「高雄計畫」、「左營計畫」、「鳳山計畫」三階段。本工程範圍北起自高雄市左營區新左營車站南方、南達高雄市鳳山區大智陸橋前方、未包含大智橋，施工路段總長度約15.37公里，總經費新臺幣998.69億元，2009年6月26日動工興建；原定2018年8月通車，但因鳳山車站土地徵收爭議及安全檢查未完成而延宕，第一階段已於2018年10月14日切換通車，第二階段工程則預計2025年完工。

## 計畫緣起
有鑒於臺北鐵路地下化專案工程完工全面通車後，對於促進都市整體發展、改善市區交通延滯等均有顯著效益，普獲各界肯定及支持。因此高雄都會區民眾、民意代表及各層級單位對於高雄地區鐵路地下化之推動期望甚高，行政院於1996年1月19日核定本計畫。
左營地區鐵路地下化工程源自於1996年6月交通部運輸研究所《高雄都會鐵路地下化可行性研究暨先期規劃報告》，並奉行政院核定。鐵工局依指示自1998年起進行「高雄計畫」規劃作業，並於1999年11月完成，整體計畫規模經費1,159.34億元。行政院經濟建設委員會於2000年3月及9月邀集相關單位召開會議審議，主要審議結論：鑑於中央政府財政困難，為利高雄計畫執行，請在經費節省原則下，就綜合規劃工程內容、施作範圍、期程等重新檢討報核。交通部鐵路改建工程局依指示重新檢討計畫，將全案區分為「執行計畫」及「後續計畫」辦理。左營地區鐵路地下化則列入後續計畫另案報核。因時任立法委員黃昭順及地方民意強烈要求左營地區鐵路地下化，依據2006年10月29日「臺鐵捷運化－高雄市區鐵路地下化計畫」（以下簡稱「高雄計畫」）開工典禮，時任行政院院長蘇貞昌裁示及交通部於2007年3月23日再次指示鐵工局辦理左營地區鐵路地下化綜合規劃。2009年1月12日經建會第1349次委員會議通過「高雄市區鐵路地下化延伸左營計畫」案，獲行政院於2009年2月16日正式核定。
因應鳳山地區鐵路除外於高雄市鐵路地下化計畫，為期快速有效解決鳳山車站區域交通困境及都市發展，鐵工局奉示辦理「鳳山地區鐵路立體化方案研究」。可行性研究結果後，經行政院同意鳳山地區鐵路立體化採用地下化方式辦理後續綜合規劃，且本計畫可視為高雄計畫之延伸計畫，並奉行政院核定。由於前揭三計畫存有路線規劃、預算經費及進度控管之資源整合執行需求，為利整體管考、工程執行及經費有效運用，經報請行政院建議將左營及鳳山計畫整併納入高雄計畫，並將名稱修正為「高雄市區鐵路地下化計畫（含左營及鳳山）」，經陳報行政院於2017年12月14日同意辦理。

## 計畫內容
- 興建新左營車站（不含）至鳳山區大智陸橋（不含），長15.37公里的雙軌隧道。
- 原台鐵左營車站、高雄車站、鳳山車站三站改為地下化車站。其中高雄車站為台鐵和高雄捷運共構車站，由荷蘭建築師法蘭馨·侯班設計站體[4]，泰興工程顧問公司設計。
- 復設三座車站：內惟、鼓山、三塊厝
- 新增四座通勤車站：美術館、民族、科工館、正義[5]
- 高雄機務段和機廠遷移到屏東潮州，調車場和機廠土地產權有償轉移給高雄市政府。
- 原鐵路地面路權復舊及美化。

## 陸橋拆除、地下道及涵洞回填、平交道消除
鐵路地下化後原有的地面橋樑、地下道等即失去功能，施工中便照計劃逐步清拆，往南到北所涉清拆者有維新陸橋、青年鋼便橋、自強陸橋、大順陸橋、民族陸橋(僅機車道)、中博高架橋、自立陸橋、中華地下道、九如橋、青海陸橋、左營高架橋、左營地下道。

### 陸橋
已拆除

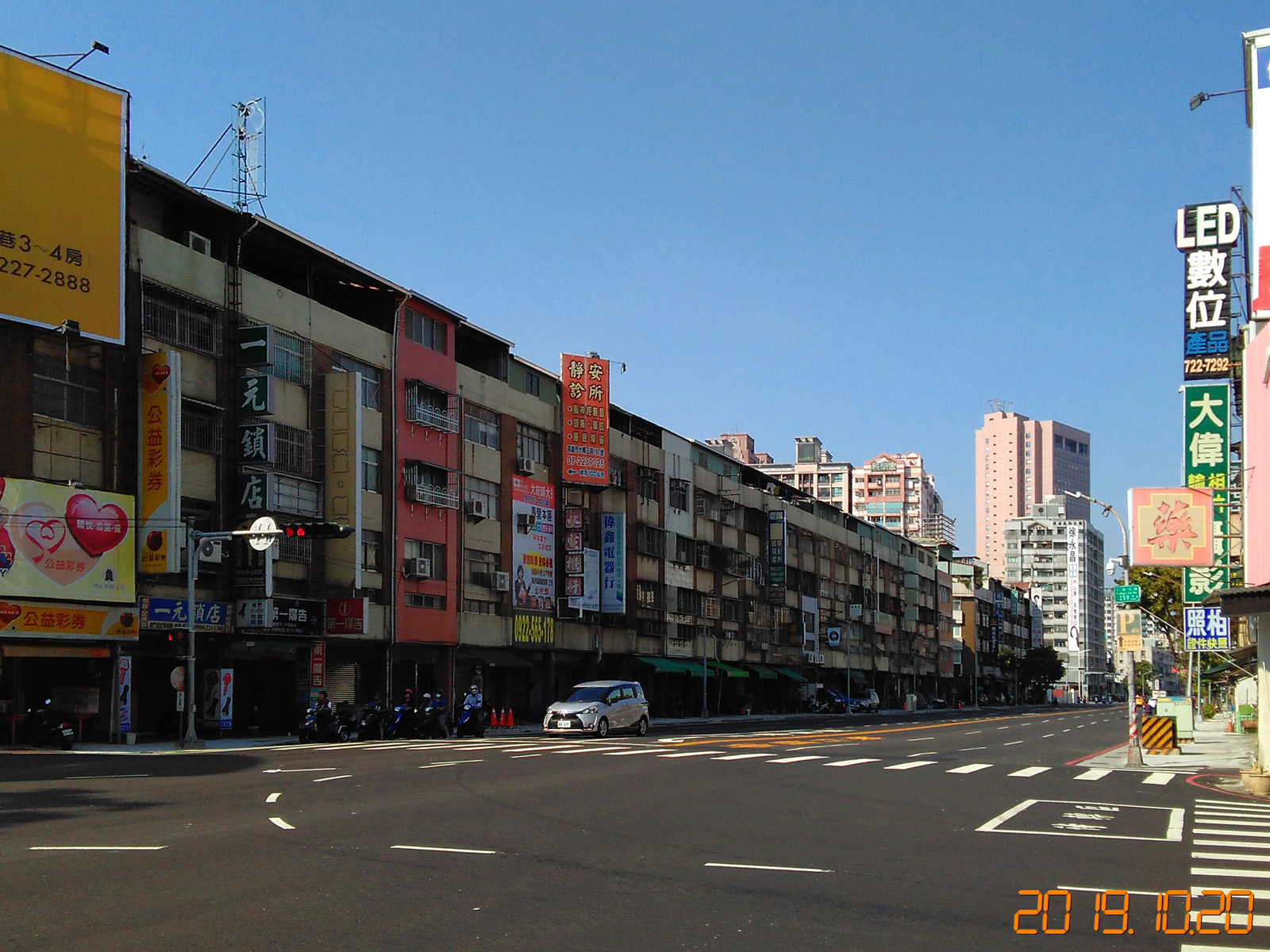
大順陸橋已拆除並恢復平面之後目前的路況（拍攝於憲政路口，2019年10月20日拍攝）。

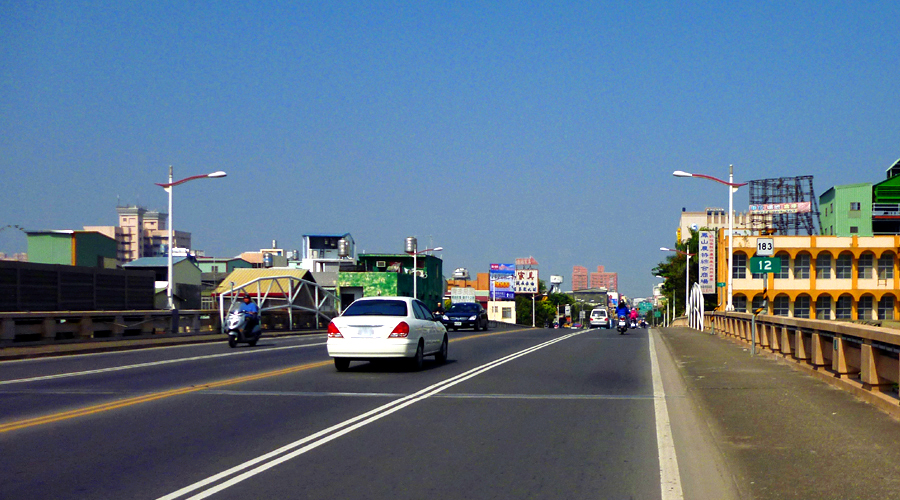
拆除前的維新陸橋（2012年2月10日拍攝）。

- 青海陸橋：已於2019年2月16日開始拆除，並於2019年3月14日上午恢復平面道路之通行。
- 鳳山青年鋼便橋：2019年2月24日開始拆除，並於2019年3月25日下午恢復平面道路之通行[6]。
- 自立陸橋：已於2019年2月28日開始拆除，並於2019年3月22日下午恢復平面道路通行。
- 大順陸橋：已於2019年3月16日開始拆除，並於2019年4月8日上午恢復平面道路通行[7]。
- 自強陸橋：已於2019年4月4日開始拆除，並於2019年5月3日下午恢復平面道路通行[8]。
- 維新陸橋：原定2019年4月29日開始拆除，但考量陸橋與平面有高低差，適逢5月至11月雨汛期，又因自來水管管線及箱涵遷移等前置作業尚未進行[9]，而延至同年2019年10月26日凌晨開始拆除[10][11]，而位於維新陸橋下方的博愛路已於同年11月4日恢復通行[12]。2019年12月31日，橋體全部拆除完畢，先開放經武路的中央雙向車道通行[13]。2020年4月24日，完成經武路原陸橋段平面化的後續工程。
- 中博高架橋：已於2021年2月27日開始拆除，並於同年3月8日開通站西路恢復平面道路通行[14]。後續於2021年4月3日全面拆除完成中博高架橋。
- 九如橋：2023年1月4日獲得中央核定，最新進度預計2023年11月26日開始拆除，2026年完成改建，因為該橋跨鐵路也跨愛河，拆除後必須另建一座跨愛河的新橋，此新橋長度約為70公尺寬為30公尺，兩端與河西一路、同盟三路接壤[15]。

尚未拆除
- 左營高架橋（翠華陸橋）、民族陸橋，二座橋樑。

- 民族陸橋：2020年10月13日現階段目前保留汽車通行的主橋，11月21日橋梁底部臺灣電力公司高壓管線遷移及拆除橋梁等前置作業完成之後，先拆除民族陸橋兩側機車道[16]。同年12月1日，已恢復成平面快車道與混合車道並開放通行[17]，後續包括人行道及植栽等設施的復舊等等附屬設施的工程預計農曆過年前完成[18]。由於民族陸橋汽車道的陸橋下方土地屬於私人土地，由於現階段若要徵收得到地主的同意得花費高額13億元，因此造成工程、財政上的卡關，無法和機車道拆除同時執行[19][20]。

- 左營高架橋：因為正在進行台17線改線工程[21]，待改線完成後，再視情況評估是否拆除；2020年10月14日經過審慎交通評估之後，現階段不宜貿然拆橋，避免造成翠華路南下左轉中華路車輛的常態性回堵，因此高雄市政府尊重交通評估，決定暫緩拆除[22]。

### 地下道
中博地下道
穿越車站下方、連接北側博愛路及南側中山路的中博地下道，1987年竣工。後來因牴觸地下化站體工程空間，於2002年停用，地下隧道部分拆除回填以供車站施工使用。穿越車站的南北車流由2003年完工、位於大致相同位置的中博臨時高架橋替代。自1999年開始研究高雄市區鐵路地下化計畫南北交通方案起，曾有恢復中博地下道的計畫，由新高雄車站地下化站體地下二層轉運層兩旁通過車站；2006年行政院通過鐵路地下化計畫預算時，新中博地下道改設於地下一層；2009年高雄市政府修改計畫，將轉運層改設地下三層，新中博地下道也隨之移動；但設新中博地下道於地下三層會造成南北引道過長，原有南北引道無法沿用，長地下道對通風要求也變高，另需要在已營運的高雄捷運紅線旁施工，於是2011年5月高雄市政府決定取消恢復中博地下道的計畫，改以平面道路通過站區連接博愛路和中山路。
左營地下道、中華路地下道、民族路機車地下道、鳳山區青年路地下道
- 左營地下道：已於2019年4月14日上午6時封閉，隨即於2019年4月17日開始進行填平工程，並提前在2019年5月27日開放第一階段通車。
- 中華路地下道：已於2019年10月16日開始進行地下道填平和道路復舊作業。2020年2月1日起封閉著手填平，2月13日先行開放北往南臨時便道，3月6日（封閉日起34天[24]）開放主線通車，2020年7月中旬前全面完工[25][26]。
- 民族路機車地下道：已於2011年1月封閉回填，改建成鋼便橋。須等台電高壓管線遷移作業完成之後，預計最遲2020年11月21日開始拆除兩側機車道，2021年元旦前完工[16]。
- 鳳山區青年路地下道：已於2014年10月1日封閉回填，改為青年路鋼便橋，並已於2015年8月開放通車，鐵路地下化後已於2019年2月24日拆除[27]。

### 涵洞
河西一路涵洞、市中一路涵洞、河邊街涵洞、同盟路涵洞
- 河西一路涵洞：已於2019年10月3日開始拆除[28]，並已於2019年10月18日拆除完成[29]。
- 河邊街涵洞：已於2019年10月18日開始拆除，並已於2019年10月26日拆除完成[30]。
- 市中一路涵洞：已於2019年10月11日開始拆除，並已於2019年10月24日拆除完成[31]。
- 同盟路涵洞：已於2019年11月23日起開始封閉拆除，並已於2019年12月9日拆除完成，並完成第一階段同盟路解除限高車輛通行[30]。第二階段將於2021年3月20日進行鐵路地下化園道工程進行地下道填平作業與排水箱涵及新設愛河人行橋[32]等設施，已於同年4月7日上午6時完成同盟路填平，開放主線道雙向各一車道通行[33]。

### 平交道
- 崇德路平交道
- 華榮路平交道
- 明誠路平交道
- 美術館路平交道
- 華安街平交道
- 正義路平交道
- 鳳松路平交道

## 規劃車站
因地下化站房不再有明顯的前後站之分，所有新建及改建車站月台編號均改為往屏東南下山側月台為「第一月台」，往臺北北上海側月台為「第二月台」。

因新建多座通勤車站，故無設立任何緊急停靠站。
| 車站名稱                        | 站等     | 營運里程      | 營運里程      | 工程內容                                           | 交會路線                                    | 所在地 | 所在地 |
| 車站名稱                        | 站等     | 縱貫線 基隆起 | 屏東線 高雄起 | 工程內容                                           | 交會路線                                    | 所在地 | 所在地 |
| ------------------------------- | -------- | ------------- | ------------- | -------------------------------------------------- | ------------------------------------------- | ------ | ------ |
| 地下化工程起點：縱貫線 K391+470 |          |               |               |                                                    |                                             |        |        |
| 左營（舊城）                    | 簡易     | K398+019      |               | 現有車站地下化 站名更改：左營 → 左營（舊城）       |                                             | 左營區 | 高雄市 |
| 內惟                            | 簡易     | K399+134      |               | 復設車站                                           |                                             | 鼓山區 | 高雄市 |
| 美術館                          | 乙種簡易 | K400+830      |               | 新增車站 四線兩島式月台可供列車待避                | 高雄捷運 環狀輕軌：台鐵美術館站（共站轉乘） | 鼓山區 | 高雄市 |
| 鼓山                            | 簡易     | K402+013      |               | 復設車站                                           | 高雄捷運 環狀輕軌：鼓山站（共站轉乘）       | 鼓山區 | 高雄市 |
| 三塊厝                          | 簡易     | K403+685      |               | 復設車站                                           |                                             | 三民區 | 高雄市 |
| 高雄                            | 特等     | K404+649      | K3+650        | 現有車站地下化 四線兩島式月台 調車場遷移至潮州基地 | 高雄捷運 紅線：高雄車站                     | 三民區 | 高雄市 |
| 民族                            | 簡易     |               | K4+998        | 新增車站                                           | 高雄捷運 黃線：民族站                       | 三民區 | 高雄市 |
| 科工館                          | 簡易     |               | K6+002        | 新增車站                                           | 高雄捷運 環狀輕軌：科工館站（共站轉乘）     | 三民區 | 高雄市 |
| 正義                            | 簡易     |               | K7+801        | 新增車站                                           | 高雄捷運 黃線：正義站                       | 苓雅區 | 高雄市 |
| 鳳山                            | 二等     |               | K9+199        | 現有車站地下化 四線兩島式月台可供列車待避          |                                             | 鳳山區 | 高雄市 |
| 地下化工程終點：屏東線 K10+740  |          |               |               |                                                    |                                             |        |        |

## 興建歷史
2002年
- 3月28日，台鐵高雄車站臨時前、後站工程竣工並通車啟用。
- 高雄車站既有帝冠式建築物8月遷移定位。

2003年
- 1月，高雄車站既有帝冠式建築物保留及遷移工程竣工。
- 5月，中博臨時高架橋工程竣工並通車啟用。

2005年
- 12月15日，台鐵新左營車站工程竣工。

2006年
- 10月，配合臺灣高速鐵路通車時程，新左營車站交付台鐵局進駐，同年12月1日營運啟用。
- 10月12日，高雄臨時軌路段工程開工。

2007年
- 1月，捷運紅線高雄車站臨時站體工程竣工。
- 6月20日，高雄臨時軌路段工程竣工。

2009年
- 1月，台鐵鼓山車站CL511/CL461-1標配合CL113-1標連續壁工程施作電訊設備遷移改善工程。
- 2月，通過將地下化段從葆禎路往北到新左營站。
- 3月10日，都市計畫主要計畫業經中華民國內政部都市計畫委員會第702次會議審議通過，另永久軌用地已取得面積0.47公頃及有償撥用公地面積0.63公頃，其餘用地取得賡續辦理中；東段細設標及西段細設標辦理中，高雄車站委託細設招標作業中；臨時軌工程、隧道先期工程及電車線工程施工中。
- 6月26日，愛河段隧道工程開工。
- 7月，台鐵鼓山車站主體工程開工。
- 10月31日，CL511/CL512標新左營站場增設工程開工。
- 11月，CL311標民族路段臺鐵鐵路地下化（明挖覆蓋）工程。

2010年
- 8月18日，新左營車站站場增設工程竣工。

2011年
- 3月19日，高雄車站第1階段臨時站場啟用。
- 9月28日，南迴線到屏東線，縱貫線南段行駛的莒光號列車，從高雄車站改到新左營車站更換機車頭，聯結或解除聯結電源行李車。

2012年
- 5月27日，高雄車站第2階段臨時站場啟用，原第1階段臨時站場拆除停用。

2013年
- 3月19日，左營車站臨時站跨站式站房啟用。

2014年
- 4月29日，捷運高雄車站結構體施築暨永久站及臨時站貫通工程竣工。
- 6月22日，鳳山車站臨時站房啟用。
- 10月1日，青年路地下道封閉回填，改為青年路鋼便橋。
- 10月16日，中華一路臺鐵鐵路地下化（明挖覆蓋）南段隧道工程提報竣工。
- 11月29日，捷運高雄車站上行臨時軌換軌永久軌作業竣工。
- 12月13日，捷運高雄車站下行臨時軌換軌永久軌作業竣工。

2015年
- 8月，青年路鋼便橋啟用通車。
- 8月27日，愛河段鐵路地下化（明挖覆蓋）提報竣工。

2017年
- 6月26日，美術館車站、鼓山車站第一階段工程竣工。
- 12月23日，中華三路段臺鐵鐵路地下化（明挖覆蓋）工程第一階段竣工。

2018年
- 3月1日，大順路段臺鐵鐵路地下化（明挖覆蓋）工程第一階段竣工。
- 5月26日，新庄仔路至中華一路段隧道土建接續工程竣工。
- 9月5日，捷運高雄車站永久站啟用。
- 10月12日，臺鐵配合高雄鐵路地下化後運作需要，於當日改點[34]。
- 10月13日，平面軌營運最後一天。
- 10月14日，第一階段新舊軌道切換工程通車。
- 10月14日，原舊平面鐵軌及電氣化設施以及左營、高雄(第2階段臨時站場)、鳳山車站臨時站場停用
- 10月15日，原舊平面鐵軌及電氣化設施開始拆除。
- 10月15日，高雄車站臨時站之前後站內部設施，以及第2階段臨時站場開始拆除。
- 12月高雄臨時前站開始拆除。

2019年
- 2月16日，因須全面拆除臨時前站，後站及捷運臨時站，將動線由前站風雨走廊移至帝冠式舊站旁風雨走廊，後站由臨時後站移至松江街風雨走廊，準備全面拆除臨時站。
- 2月17日，臨時後站正式開始拆除。
- 2月16日，開始拆除青海陸橋，五天拆除橋體，市府於2月27日宣布進度超前，3月14日上午恢復平面道路通車。
- 2月24日，開始拆除青年便橋，七天拆除橋體，3月25日上午恢復平面道路通車。
- 2月28日，開始拆除自立陸橋，四天拆除橋體[35]，第五天橋體石礫清運完，3月9日機車道開通，3月22月下午恢復平面道路通車。而自立路原陸橋段平面化的後續工程已於7月25日全面通行。
- 3月16日，開始拆除大順陸橋，四天拆除橋體，3月29日中午雙向外線混合便道先開放通行，4月8日上午恢復平面道路通車。而大順路原陸橋段平面化的後續工程已於8月4日全面通行。
- 4月1日，高雄車站臨時前站拆除完成。
- 4月4日，開始拆除自強陸橋，七天拆除橋體，5月3日下午恢復平面道路通車。
- 4月17日，開始進行左營地下道填平工程，4月14日起先行封閉管制，做拆除的前置作業，提前在5月27日第一階段通車。
- 5月22日，左營、內惟車站及隧道（含一般機電）接續工程竣工。
- 5月31日，正義路段隧道工程竣工。
- 8月5日，高雄車站臨時後站拆除完成，高雄車站地下化新站第二階段正式動工。
- 8月26日，中華三路段臺鐵鐵路地下化（明挖覆蓋）竣工。
- 9月1日，青海路段及九如路段臺鐵鐵路地下化（明挖覆蓋）工程竣工。
- 10月3日，開始拆除河西一路涵洞，10月18日拆除完成。
- 10月7日，民族路段臺鐵鐵路地下化（明挖覆蓋）工程竣工。
- 10月11日，開始拆除市中一路涵洞，10月24日拆除完成。
- 10月16日，開始中華地下道填平工程。2020年2月1日起封閉著手填平，2月13日先行開放臨時便道，3月6日開放主線通車，2020年7月中旬前全面完工。
- 10月18日，位於新鳳山車站的曹公路銜接文衡路之工程，提前開放雙向通車[36]。並將新鳳山車站納入高雄市政府地政局配合第85期市地重劃區的開發，將在車站的周邊一次開闢可環繞車站的7條道路[37][38]。
- 10月18日，開始拆除河邊街涵洞，10月26日拆除完成。
- 10月26日，開始拆除維新陸橋，12月31日先開放經武路的中央雙向車道通行。而經武路原陸橋段平面化的後續工程已於4月24日全面通行。
- 11月9日，鳳山車站及鳳松路段隧道工程竣工。
- 11月23日，開始拆除同盟路涵洞，12月9日拆除完成。
- 12月5日，大順路段臺鐵鐵路地下化（明挖覆蓋）工程竣工。

2020年
- 4月10日，銘傳路、美術北三路打通。
- 4月30日，自由路、復興路打通。
- 6月4日，勝利路、新莊一路打通。
- 11月21日，民族陸橋兩側機車道拆除改為平面，12月1日通車。

2021年
- 2月27日，開始拆除中博臨時高架橋，4月3日拆除完成。
- 3月8日，開通站西路恢復平面道路通行。
- 3月20日，封閉同盟地下道進行填平，並於4月7日開放主線通車。
- 7月26日，高雄車站既有帝冠式建築物開始移回永久位置。
- 9月25日，高雄車站既有帝冠式建築物完成移回永久位置。

2022年
- 10月29日，開通站東路平面道路通行。

2023年
- 8月19日， 封閉站西路進行永久路型切換工程，20日站西路永久路型完工通車。
- 11月26日，九如陸橋進行拆除改建。

2024年
- 2月7日，舊九如陸橋拆除完成，將準備啟建跨愛河之新九如橋。

## 高雄車站切換方式
由於高雄車站為使乘客能適應地下化切換，故切換方式提供四個月的緩衝期，分五階段。

### 第一階段（2018/10/14-2019/2/15）
2018年10月14日起，僅將月台、售票處、大廳等設施移至新站內營運。原臨時前站及前站至第3月臺間天橋封閉，改由臨時前站，臨時捷運站間之風雨走廊進入新站。後站出入口仍使用原有站房及後站至第3月臺天橋，第3月臺B側以及,4,5月臺封閉。於原第3月臺A側，拆除圍籬後進入新站，原臨時前站全面停用開始拆除，後站臺鐵相關設施拆除。

### 第二階段（2019/2/16-2021/3/7）
2019年2月16日起：
1. 原臨時後站通道以及臨時前站，臨時捷運站間之風雨走廊全面停用並開始全面拆除，將出入口動線移至東側，前站由展示館及國光客運之間之南華路風雨走廊進入，客運接駁由南華路圓環接駁，後站由松江街風雨走廊進入客運接駁由松江街圓環進入。
2. 臺鐵及捷運臨時站出入口拆除完成後將開始施作商辦大樓及西側天蓬。
3. 中山路及博愛路平面連接道路(站西路)開始施作。

### 第三階段（2021/3/8-2022/10/29）
2021年3月8日06:00起：
1. 原南華路、松江街進出站動線改至站西路通行。
2. 拆除中博高架橋，後實施帝冠式舊站遷移歸位。
3. 中博高架橋拆除完成後，開始施作旅館大樓及東側天蓬。

### 第四階段（2022/10/30-2023/8/19）
2022年10月29日12:00起開通站東路通行。
2023年8月19日22:00起至8月20日23:00封閉站西路進行永久路型切換工程，完成站區道路系統最後一哩路工程。

### 第五階段（2023/8/20-2024/12/28）
2024年12月28日12:00起高雄車站全區啟用、「高雄綠之丘」天棚啟用、下沉式廣場成圓、捷運3號出口啟用。
新高雄車站站體將於2025年正式全面完工。

## 爭議

### 鳳山車站用地取得
由於鳳山車站站前道路（曹公路及文衡路）必須打通，故將新站體設於舊站東側，必須拆遷多戶民宅，且居民多戶皆反對迫遷，而導致計畫延至2018年8月（原定2017年11月）。

### 消防安全檢查未過又延宕
2018年6月1日鐵工局向交通部報告，高雄計畫需延後通車，主因趕工不力及機電工程除錯花了許多時間；左營車站、高雄車站、正義車站，鳳山車站未通過消防安全檢查，內惟車站未實施消檢、左營車站、車站臺電尚未送電、8個站無障礙設施還需加強，僅三塊厝車站，科工館車站完工驗收。原本預期5月底能完工事項，預期7月底才能可完工，完工後還需經過自行檢查、與臺鐵進行聯合檢查、報請交通部履勘等，加上改善所需時間，於2018年10月14日已通車。

### 地方政府經費增加
高雄鐵路地下化中的鳳山計畫是2012年馬英九政府訂定「鐵路立體化建設及周邊土地開發計畫申請與審查作業要點」首個試辦的計畫，除了制度化鐵路立體化中央政府與地方政府經費分擔比例外，與之前最大的不同為開始將完工後的租稅增額融資 (TIF) 和 大眾運輸導向型發展 (TOD) 收入也納入自償率計算，雖提高自償率使得計畫更容易通過，但也增加地方的出資比例。這造成鳳山計畫高雄市政府分攤比例從左營至高雄段的25%，提高至55%，從27億元增加到約97億元，比中央政府負擔的80億元還多17億元。
地方經費的增加引起高雄市政府不滿，新財務計畫顛覆了以往如臺北鐵路地下化專案，中央政府與地方政府所需分攤的工程經費比例，高雄市政府希望中央政府能夠維持專案補助到原來的75%。

### 鳳山出口引道爭議
由於「鐵路立體化建設及周邊土地開發計畫申請與審查作業要點」，導致鐵路地下化出口礙於經費因素，只能設在鳳山區大智橋正西方不遠處，其意味著高雄鐵路地下化完工後不但大智橋必須保留之外，火車於住宅密集區（鳳山區北門里）開出伴隨的隧道回音將影響周邊居民日常生活。
根據鳳山區北門里里長謝秀霞表示，北門里長期飽受火車噪音困擾，好不容易等到鐵路地下化，也忍受工程施產生的全天候噪音，沒想到鐵路地下化工程的引道段出口竟然又落在里內透天厝、大樓林立的住宅區，里長請求將鐵路地下化延伸至大智陸橋東側，不然里民們也只能抗爭到底。至2019年2月20日，民主進步黨黨籍立法委員林岱樺和高雄市議員張漢忠邀集交通部鐵道局辦理會勘，表達大寮區地方居民也希望鐵路地下化，並全力爭取延伸至大寮區。一方面鐵道局允諾正在加速趕工搭建隔音牆，並已於2019年4月完工。

### 受限於兩線股道而無法增加列車班次
地下化區間的8個通勤車站除了美術館車站為2島4線配置可供列車待避之外，其餘7站均僅為2側2線配置，並未設置獨立的通過線，且路線也未因應通勤車站的設置而進行3線化甚至4線化，無法達成緩急分離，城際列車與區間車需共用同一軌道，造成列車增班不足，通勤車站的列車班次班距長達40分鐘。

### 高雄車站第二階段出入口站區禁行機車
第二階段將出入口動線移至東側，前站由展示館及國光客運之間之南華路風雨走廊進入，而南華路在建國二路以東之路段禁止機車進入，引起部分機車用路人及機車路權團體不滿。

## 工程現況

### 施工作業
- 行政院公共工程委員會更新至2025年6月底

| 計畫         | 工程名稱 | 工程名稱                           | 實際進度 （％） |
| ------------ | -------- | ---------------------------------- | --------------- |
| 交通部鐵道局 | 高雄計畫 | ACL212高雄車站段地下化（明挖覆蓋） | 96.99%          |

### 沿線地區計劃改造
高雄市政府都市發展局局長林裕益於2019年6月20日在記者會表示，已選定鐵路地下化後，沿線的11個站周邊，面積達812公頃的街廓，列為優先輔導都更的地區。目前已針對台鐵左營站到鳳山站之間，沿線15.37公里兩側，各約300公尺廊帶，總計812公頃的街廓，完成調查規畫，並評估、盤點出11處較具有都更潛力的老舊社區，列為優先輔導都更的地區。

## 外部連結
- 高雄市區鐵路地下化計畫（含左營及鳳山） （页面存档备份，存于）
- 交通部鐵道局-高雄計畫 （页面存档备份，存于）
- YouTube上的鳳山站往大智陸橋地下化出口
- YouTube上的高雄車站地下化前的最後一班車(末班車)
- OpenStreetMap上有關高雄市區鐵路地下化計畫的地理